# Elecciones provinciales de Tucumán de 1934
Las elecciones generales de la provincia de Tucumán de 1934 tuvieron lugar el domingo 16 de diciembre del mencionado año. Se realizaron con el objetivo de normalizar las instituciones autónomas constitucionales de la provincia luego de su intervención federal por parte del gobierno de Agustín Pedro Justo el 4 de junio de 1934, deponiendo al gobierno de Juan Luis Nougués. Se debían elegir 53 escaños de un Colegio Electoral Provincial, para elegir al Gobernador, a los 19 escaños que compondrían el Senado Provincial, y a los 34 escaños de la Cámara de Diputados, que de este modo constituirían los poderes ejecutivo y legislativo de la provincia para el período 1935-1939.
Los comicios se realizaron durante el período histórico conocido como Década Infame, en el que el régimen en el poder recurría al fraude electoral para perpetuarse. Sin embargo, el gobierno de Agustín Pedro Justo, de la coalición conservadora Concordancia, logró acordar con el expresidente Marcelo Torcuato de Alvear, líder de la Unión Cívica Radical (UCR), principal partido de la oposición, que la pureza electoral sería progresivamente restaurada. En ese contexto, al momento de normalizar la situación de Tucumán, se resolvió realizar una elección limpia. A pesar de esto, el radicalismo tucumano sufría divisiones y hubo dos candidatos radicales, Miguel Mario Campero, apoyado por Alvear, y Eudoro Aráoz, de la Unión Cívica Radical Concurrencista (UCR-C), un sector disidente que había decidido participar en elecciones aún durante el período de abstención radical posterior al golpe de Estado de 1930. El oficialismo, por su parte, concurrió con José Padilla, del Partido Demócrata Nacional (PDN), como candidato. Por su parte, Mario Bravo, del Partido Socialista (PS), se volvió a presentar. El alvearismo y el concurrencismo acordaron que, si ninguna de las dos fuerzas lograba la mayoría en el Colegio Electoral, se apoyarían para que el candidato radical más votado recibiera la gobernación.
En ese contexto, Campero obtuvo una estrecha primera minoría de votos con el 35.36% del sufragio contra el 34.11% de Padilla, el 25.27% de Aráoz y el 2.37% de Bravo. Aráoz cumplió el pacto con Campero y sus electores lo invistieron gobernador, asumiendo el 19 de febrero de 1935. Con este resultado, el radicalismo recuperó un gobierno provincial importante y Tucumán fue uno de los cuatro distritos electorales en los que las elecciones presidenciales de 1937 fueron limpias. Por lo tanto, hasta 2015, no volvería a haber acusaciones serias de fraude electoral que afectara el resultado en una elección tucumana.

## Resultados

### Gobernador
|  | 35.36 % |

|  | 34.11 % |

|  | 25.27 % |

|  | 2.89 % |

|  | 2.37 % |

|  | 97.16 % |

|  | 2.40 % |

|  | 0.44 % |

|  | 100.00 % |

|  | 75.91 % |

### Cámara de Diputados
|  | 34.87 % |

|  | 33.97 % |

|  | 25.80 % |

|  | 2.94 % |

|  | 2.42 % |

|  | 96.64 % |

|  | 3.36 % |

|  | 100.00 % |

|  | 75.91 % |

### Cámara de Senadores
|  | 34.80 % |

|  | 33.98 % |

|  | 25.42 % |

|  | 2.93 % |

|  | 2.87 % |

|  | 96.89 % |

|  | 3.11 % |

|  | 100.00 % |

|  | 75.91 % |